# Enchastre
Enchastre  (estilizado como ENCHASTRE) es el 2º álbum de estudio del rapero argentino Louta. Lanzado el 12 de octubre de 2018 a través de Sony Music. Fue producido por el mismo, Santiago Maella, Tomás Susevich, Roque Ferrari, Nico Cotton y Timoteo Padilla. Y masterizado por el estadounidense Mike Bozzi. El primer adelanto del álbum, fue «Todos con el celu», el cual se estrenó el 13 de agosto de 2018.
Entre los éxitos que se destacan, en el álbum, se destacan las canciones: «Puede ser», «Ayer te vi»  y «Palmeras».

## Lista de canciones
Todas las canciones escritas y compuestas por Jaime James. 
| N.º   | Título                            | Productor(es)                                  | Duración |  |
| 1.    | «Puede ser»                       | Jaime James · Santiago Maella · Tomás Susevich | 3:29     |  |
| 2.    | «Palmeras»                        | James · Roque Ferrari                          | 3:07     |  |
| 3.    | «Todos con el celu»               | James · Nico Cotton                            | 2:48     |  |
| 4.    | «Abrir tu Corazón»                | James                                          | 2:46     |  |
| 5.    | «Uacho» (feat. Marilina Bertoldi) | James                                          | 3:41     |  |
| 6.    | «Ayer te vi» (feat. Zoe Gatusso)  | James · Timoteo Padilla                        | 3:29     |  |
| 7.    | «Enchastre»                       | James                                          | 1:46     |  |
| 8.    | «Somos tan intensos»              | James                                          | 3:32     |  |
| 9.    | «Cuentitos»                       | James · Ferrari                                | 3:27     |  |
| 10.   | «Chocolate»                       | James · Ferrari                                | 3:22     |  |
| 11.   | «Un lugar adentro»                | James · Susevich                               | 3:50     |  |
| 35:17 |                                   |                                                |          |  |

Samples
- "Ayer te vi" contiene samples de, "Let's Eat" de Macklemore &  Ryan Lewis
- "Enchastre" contiene samples de, "One More Time" de Daft Punk
- "Cuentitos" contiene samples de, "Ghetto Kraviz" de Nina Kraviz

## Personal
| Personal - Louta - artista primario, producción - Andrés Elijovich - voces de fondo (pista 4) - Luvi Torres - voces de fondo (pista 5) - Tomás Sainz - batería (pista 8) | Producción - Santiago Maella - producción (pista 1), programación (pista 5) - Tomás Susevich - producción (pistas 1, 11) - Roque Ferrari - producción (pistas 2, 9, 10) - Nico Cotton - producción (pista 3) - Timoteo Padilla - producción (pista 6), voces de fondo (pistas 5, 6, 8, 9) - Fernando Moya - producción ejecutiva - Peter Ehrlich - producción ejecutiva - Manuel Waldman - producción integral - Mike Bozzi - mezcla - Nico Cotton - ingeniería | Diseño - Marina Saporiti - arte de portada - Alejandro Ros - arte de portada - Juan Pablo Bonino - arte de portada, fotografía - Erik Muller - diseño gráfico |

Fuente: Tidal.